# ユン・ボンウ
ユン・ボンウ（ハングル: 윤봉우、漢字: 尹奉佑、1982年1月20日 - ）は、韓国の元男子バレーボール選手である。

## 来歴
全羅南道麗水市出身。
韓国のVリーグが始まった2005年、Vリーグに所属する天安現代キャピタル・スカイウォーカーズに入団。Vリーグでチームは、2005/06シーズン、2006/07シーズンで連覇を達成した。
2006年、韓国代表として、世界選手権に出場。2007年、2008年、2011年に、ワールドリーグに出場した。
2012年3月4日、Vリーグ通算ブロック決定本数500本達成。
2016年、11シーズン在籍した現代キャピタルを退団し、水原韓国電力ビクストームに移籍。
2017年2月19日、Vリーグ通算ブロック決定本数800本達成。
2018年、ソウル・ウリィカード・ウリィWONに移籍した。
2019/20シーズン、Vリーグ通算ブロック決定本数900本を達成した。この時点で歴代2位の記録である。
2020年、日本のV.LEAGUE DIVISION1 MEN（V1男子）に所属するウルフドッグス名古屋に移籍加入した。男子では、韓国Vリーグから日本V.LEAGUEにアジア枠として参加する初めての選手となった。
2021年、2020/21シーズン終了をもって現役引退。

## 球歴
- 韓国代表
  - 世界選手権 - 2006年
  - ワールドリーグ - 2007年、2008年、2011年

## 所属チーム
- 天安現代キャピタル・スカイウォーカーズ（2005-2016年）
- 水原韓国電力ビクストーム（2016-2018年）
- ソウル・ウリィカード・ウリィWON（2018-2020年）
- ウルフドッグス名古屋（2020-2021年）

## 受賞歴
- 2012年 2011-2012 Vリーグ ブロック通算500回
- 2017年 2016-2017 Vリーグ ブロック通算800回、Vリーグベスト7
- 2020年 2019-2020 Vリーグ ブロック通算900回